# ATP Challenger Bath
Das ATP Challenger Bath (offizieller Name: AEGON GB Pro-Series Bath) war ein Tennisturnier in Bath, das in den Jahren 2011 und 2012 ausgetragen wurde. Es war Teil der ATP Challenger Tour und wurde in der Halle auf Hartplatz gespielt.

## Liste der Sieger

### Einzel
| Jahr | Sieger          | Finalgegner  | Ergebnis  |
| ---- | --------------- | ------------ | --------- |
| 2011 | Dmitri Tursunow | Andreas Beck | 6:4, 6:4  |
| 2012 | Dustin Brown    | Jan Mertl    | 7:61, 6:4 |

### Doppel
| Jahr | Sieger                        | Finalgegner               | Ergebnis |
| ---- | ----------------------------- | ------------------------- | -------- |
| 2011 | Jamie Delgado Jonathan Marray | Yves Allegro Andreas Beck | 6:3, 6:4 |
| 2012 | Martin Fischer Philipp Oswald | Jamie Delgado Ken Skupski | 6:4, 6:4 |